# Schachen (Gersfeld)
Schachen ist ein Stadtteil von Gersfeld (Rhön) im osthessischen Landkreis Fulda.

## Geographie

### Geographische Lage

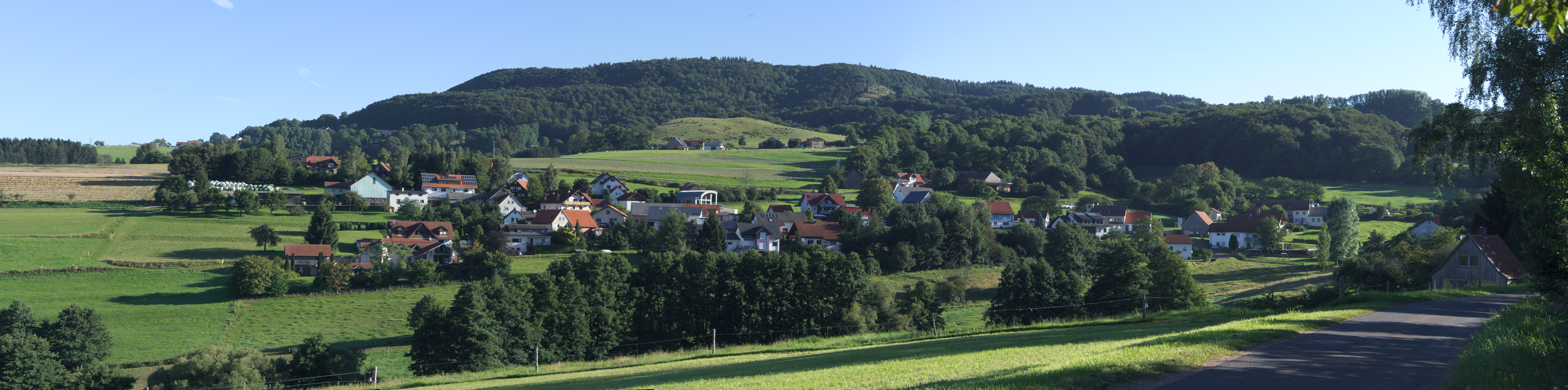
Schachen vor dem Eubeberg

Schachen liegt im Naturpark Hessische Rhön im Quellgebiet der Fulda auf 570 m Höhe über NN. Es ist eine Streusiedlung mit Einzelhöfen und dem zur Gruppensiedlung verdichteten Ort mit etwa 300 Einwohnern. Er verfügt durch Pensionen, Ferienwohnungen und einem Campingplatz über einen bescheidenen Tourismus. Zum Dorf gehören die Weiler Brembach und Sommerberg, sowie die Gehöfte Hünkelshäuptchen, Fazienhof, Oberhof, Oberkohlgraben, Mittelhof, Dreierhof, Unterhof, Veitenhof, Bienloch und Unterkohlgraben. Schachen wird von der Kreisstraße 41 durchzogen, die östlich von Gersfeld in die Bundesstraße 284 mündet und in nordwestlicher Richtung nach Poppenhausen führt.

### Weiler und Gehöfte
Bienloch
Hof mit 3 Wohnhäuser, 3 Familien, 17 Seelen: Protestanten (1830).
Brembach
(Auch Bremig genannt) 5 Wohnhäuser, 8 Familien, 31 Seelen: 7 Katholiken, 24 Protestanten (1830).
Dreierhof
Der Name Dreier, mittelhochdeutsch für Dreher oder Drechsler, lässt vermuten, dass hier früher dieses Handwerk ausgeübt wurde.
Einzelhof mit 5 Wohnhäusern, 8 Familien, 35 Seelen: 4 Katholiken, 31 Protestanten (1830).
Hünkelshäuptchen
Hünkelshäuptchen ist nach einer gleichnamigen, 668 NN hohen Erhebung benannt, die dem Eubeberg (814 NN) südlich vorgelagert ist. Unmittelbar am Südhang der Erhebung sind der Hof und die umliegenden Häuser errichtet. Am Hünkelshäuptchen lebte von 1775 bis 1851 der Orgelmacher Georg Limpert, der vermutlich Dreh- und Jahrmarksorgeln herstellte. Anschließend werden die Orgelbauer Johann und Nikolaus Richter, sowie Peter Limpert in Hünkelshäuptchen als Orgelbauer genannt.
Das Naturschutzgebiet „Eubeberg-Hünkelshäuptchen“ ist mit seinem Mischwaldbestand, sowie mit Grünland, Feuchtflächen und Magerrasen als erhaltenswerte Kulturlandschaft in die Pflegezone B des Biosphärenreservats Rhön aufgenommen worden.
Drei Höfen mit 4 Wohnhäusern, 5 Familien, 33 Seelen: 24 Protestanten, 9 Katholiken (1830). Heute besteht Hünkelshäuptchen aus drei Höfen mit Nebengebäuden.
Fazienhof
Der Name kommt von Bonifatius, das Gehöft wurde früher auch Bonifaziushof genannt. Wynfreth Bonifatius (672 – circa 755) war ein bekannter Missionar, der die Landschaft um Fulda etwa im Jahr 730 zum Christentum bekehrte. Der Fazienhof befindet sich am Osthang des Hünkelshäuptchens.
Hof mit 2 Wohnhäusern, 3 Familien, 9 Seelen: Protestanten (1830). Heute besteht der Fazienhof aus zwei Höfen mit Nebengebäuden.
Ober-Kohlgraben, Unter-Kohlgraben
Der Name deutet, wie bei anderen Ortsnamen mit dem Namensbestandteil „Kohl“, auf die Gewinnung von Holzkohle hin. Wahrscheinlich standen an diesen Plätzen früher Kohlenmeiler, um die sich später die Höfe, aus Katen heraus, bildeten.
Sommerberg
Weiler mit 8 Häusern, 10 Familien, 24 (26) Seelen, 24 Katholiken.

## Geschichte

### Ortsgeschichte
Die älteste bekannte schriftliche Erwähnung von Schachen erfolgte im Jahr 1516.
Vom Ort Schachen aus sind im 16. Jahrhundert Rodungen durchgeführt worden. Um 1595 wurden die Höfe Schwarzerden und Kohlstöcken errichtet, im 18. Jahrhundert nahm die Zahl der Einzelhöfe weiter zu. 1626 erhielt die Gemeinde von Conrad und Lucas von Ebersberg genannt von Weyhers eine Dorfordnung. Sie gehörte unter Ebersberg zum "Buchschen Quartier", einem reichsfreien Ritterkanton. Das Dorf verfügte zu dieser Zeit über einen Schultheiß. Seit 1819 gehörte Schachen zum bayrischen Landgericht (älterer Ordnung) Weyhers. 1862 wurde es dem bayrischen und ab 1866, nach dem sogenannten Deutschen Krieg, dem Bezirksamt Gersfeld der preußischen Provinz Hessen-Nassau zugeschlagen.
Hessische Gebietsreform (1970–1977)
Zum 31. Dezember 1971 wurde die bis dahin selbständige Gemeinde Schachen im Zuge der Gebietsreform in Hessen auf freiwilliger Basis in die Stadt Gersfeld eingemeindet.
Für den Stadtteil Schachen wurde, wie für die übrigen nach Gersfeld eingegliederten Gemeinden, ein Ortsbezirk eingerichtet.

### Verwaltungsgeschichte im Überblick
Die folgende Liste zeigt die Staaten und Verwaltungseinheiten, denen Schachen angehört(e):
- vor 1806: Heiliges Römisches Reich, Herrschaft der Grafen von Frohberg (Ritterkanton Rhön-Werra, Buchisches Quartier), Herrschaftsgericht Gersfeld
- 1806–1818: Großherzogtum Würzburg[Anm. 2]
- 1820–1843: Königreich Bayern, Herrschaftsgericht Gersfeld, ausgeübt durch die Grafen von Frohberg
- ab 1843: Königreich Bayern, Regierungsbezirk Unterfranken und Aschaffenburg, Landgerichtsbezirk Bischofsheim
- ab 1862: Königreich Bayern, Regierungsbezirk Unterfranken, Bezirksamt Gersfeld[Anm. 3]
- ab 1867: Königreich Preußen,[Anm. 4] Provinz Hessen-Nassau, Regierungsbezirk Kassel, Kreis Gersfeld
- ab 1871: Deutsches Reich, Königreich Preußen, Provinz Hessen-Nassau, Regierungsbezirk Kassel, Kreis Gersfeld
- ab 1918: Deutsches Reich, Freistaat Preußen, Provinz Hessen-Nassau, Regierungsbezirk Kassel, Kreis Gersfeld
- ab 1932: Deutsches Reich, Freistaat Preußen, Provinz Hessen-Nassau, Regierungsbezirk Kassel, Landkreis Fulda
- ab 1944: Deutsches Reich, Freistaat Preußen, Provinz Kurhessen, Landkreis Fulda
- ab 1945: Deutsches Reich, Amerikanische Besatzungszone,[Anm. 5] Groß-Hessen, Regierungsbezirk Kassel, Landkreis Fulda
- ab 1946: Deutsches Reich, Amerikanische Besatzungszone, Hessen, Regierungsbezirk Kassel, Landkreis Fulda
- ab 1949: Bundesrepublik Deutschland, Hessen, Regierungsbezirk Kassel, Landkreis Fulda
- ab 1972: Bundesrepublik Deutschland, Hessen, Regierungsbezirk Kassel, Landkreis Fulda, Stadt Gersfeld (Rhön)

## Bevölkerung

### Einwohnerentwicklung
- 1830: 24 Wohnhäuser, 34 Familien, 181 Seelen: 14 Katholiken, 167 Protestanten, 1 protestantische Schule, die Katholiken gehen zur katholischen Schule nach Gersfeld (1830).[3]

| Schachen: Einwohnerzahlen von 1834 bis 2020 | Schachen: Einwohnerzahlen von 1834 bis 2020 | Schachen: Einwohnerzahlen von 1834 bis 2020 | Schachen: Einwohnerzahlen von 1834 bis 2020 | Schachen: Einwohnerzahlen von 1834 bis 2020 |
| --- | ------------------------------------------- | ------------------------------------------- | ------------------------------------------- | ------------------------------------------- |
| Jahr |                                             |                                             |                                             | Einwohner                                   |
| 1834 | 1834                                        |                                             | 442                                         | 442                                         |
| 1840 | 1840                                        |                                             | 438                                         | 438                                         |
| 1846 | 1846                                        |                                             | 444                                         | 444                                         |
| 1852 | 1852                                        |                                             | 450                                         | 450                                         |
| 1858 | 1858                                        |                                             | 431                                         | 431                                         |
| 1864 | 1864                                        |                                             | 412                                         | 412                                         |
| 1871 | 1871                                        |                                             | 438                                         | 438                                         |
| 1875 | 1875                                        |                                             | 445                                         | 445                                         |
| 1885 | 1885                                        |                                             | 433                                         | 433                                         |
| 1895 | 1895                                        |                                             | 402                                         | 402                                         |
| 1905 | 1905                                        |                                             | 375                                         | 375                                         |
| 1910 | 1910                                        |                                             | 319                                         | 319                                         |
| 1925 | 1925                                        |                                             | 366                                         | 366                                         |
| 1939 | 1939                                        |                                             | 348                                         | 348                                         |
| 1946 | 1946                                        |                                             | 418                                         | 418                                         |
| 1950 | 1950                                        |                                             | 419                                         | 419                                         |
| 1956 | 1956                                        |                                             | 335                                         | 335                                         |
| 1961 | 1961                                        |                                             | 332                                         | 332                                         |
| 1967 | 1967                                        |                                             | 326                                         | 326                                         |
| 1970 | 1970                                        |                                             | 307                                         | 307                                         |
| 1980 | 1980                                        |                                             | ?                                           | ?                                           |
| 1990 | 1990                                        |                                             | ?                                           | ?                                           |
| 2000 | 2000                                        |                                             | 299                                         | 299                                         |
| 2005 | 2005                                        |                                             | 314                                         | 314                                         |
| 2010 | 2010                                        |                                             | 319                                         | 319                                         |
| 2011 | 2011                                        |                                             | 291                                         | 291                                         |
| 2015 | 2015                                        |                                             | 277                                         | 277                                         |
| 2020 | 2020                                        |                                             | 283                                         | 283                                         |
| Datenquelle: Historisches Gemeindeverzeichnis für Hessen: Die Bevölkerung der Gemeinden 1834 bis 1967. Wiesbaden: Hessisches Statistisches Landesamt, 1968. Weitere Quellen: LAGIS:; Nach 1970 Stadt Gersfeld:; Zensus 2011 |                                             |                                             |                                             |                                             |

### Einwohnerstruktur 2011
Nach den Erhebungen des Zensus 2011 lebten am Stichtag dem 9. Mai 2011 in Schachen 291 Einwohner. Darunter waren 3 (1,0 %) Ausländer. Nach dem Lebensalter waren 54 Einwohner unter 18 Jahren, 120 zwischen 18 und 49, 51 zwischen 50 und 64 und 69 Einwohner waren älter. Die Einwohner lebten in 135 Haushalten. Davon waren 45 Singlehaushalte, 51 Paare ohne Kinder und 75 Paare mit Kindern, sowie 12 Alleinerziehende und 3 Wohngemeinschaften. In 33 Haushalten lebten ausschließlich Senioren/-innen und in 123 Haushaltungen lebten keine Senioren/-innen.

### Histzorische Religionszugehörigkeit
| • 1885: | 358 evangelische (= 82,7 %), 75 katholische (= 17,3 %) Einwohner |
| • 1961: | 258 evangelische (= 77,7 %), 73 katholische (= 22,0 %) Einwohner |

## Politik
Für Schachen besteht ein Ortsbezirk (Gebiete der ehemaligen Gemeinde Schachen) mit Ortsbeirat und Ortsvorsteher nach der Hessischen Gemeindeordnung. Der Ortsbeirat besteht aus drei Mitgliedern. Bei den Kommunalwahlen in Hessen 2021 betrug die Wahlbeteiligung zum Ortsbeirat 76,96 %. Alle Kandidaten gehörten der „Bürgerliste Schachen“ an. Der Ortsbeirat wählte Anja Goldbach zur Ortsvorsteherin.

## Freiwillige Feuerwehr
Als einziger Verein besteht die Ortsgruppe Schachen der Freiwilligen Feuerwehr Gersfeld.
Die Freiwillige Feuerwehr Schachen wurde am 3. April 1935 gegründet und hatte 33 Mitglieder. 1963 wurde nach einem Großbrand eine Motorspritze vom Hersteller Metz angeschafft sowie das veraltete Feuerhorn durch eine Sirene ersetzt. Am 20. Februar 1966 wurde der Bau eines neuen Feuerwehrhauses beschlossen, welches am 18. Oktober 1970 eingeweiht wurde. Im Oktober 1995 wurde das 24 Jahre alte Fahrzeug (TSF) durch ein neues TSF der Marke Fiat Ducato ersetzt. Im Herbst 1998 erhielt die Feuerwehr Schachen eine neue TS 8/8 (Tragkraftspritze – 800 Liter pro Minute bei 8 bar Ausgangsdruck) der Marke Rosenbauer. 2007 wurden seit dem Bestehen der Feuerwehr erstmals Frauen in den aktiven Feuerwehrdienst der Feuerwehr aufgenommen. Aufgrund der Schließung einer Nachbarwehr, hat die Freiwillige Feuerwehr Gersfeld-Schachen ein Feuerwehrfahrzeug, (TSF-W Baujahr 2002) mit 750 Litern Wassertank erhalten. Am 27. Juni 2013 wurden vier neue Digitalfunkgeräte in das Fahrzeug eingebaut.
2013 hatte die Freiwillige Feuerwehr Schachen 40 aktive Mitglieder, 9 Mitglieder der Alters- und Ehrenabteilung und 69 passive Mitglieder.